# Prorachia
Prorachia é um gênero de traça pertencente à família Arctiidae.